# Видунас
Виду́нас (лит. Vydūnas; псевдоним; настоящее имя Вильгельмас Сто́роста, лит. Vilhelmas Storosta; 22 марта 1868, деревня Йонатен (Йонайчяй), ныне Шилутский район Литвы — 20 февраля 1953, Детмольд, Западная Германия) — литовский драматург, философ, деятель культуры.

## Биография

### Ранние годы

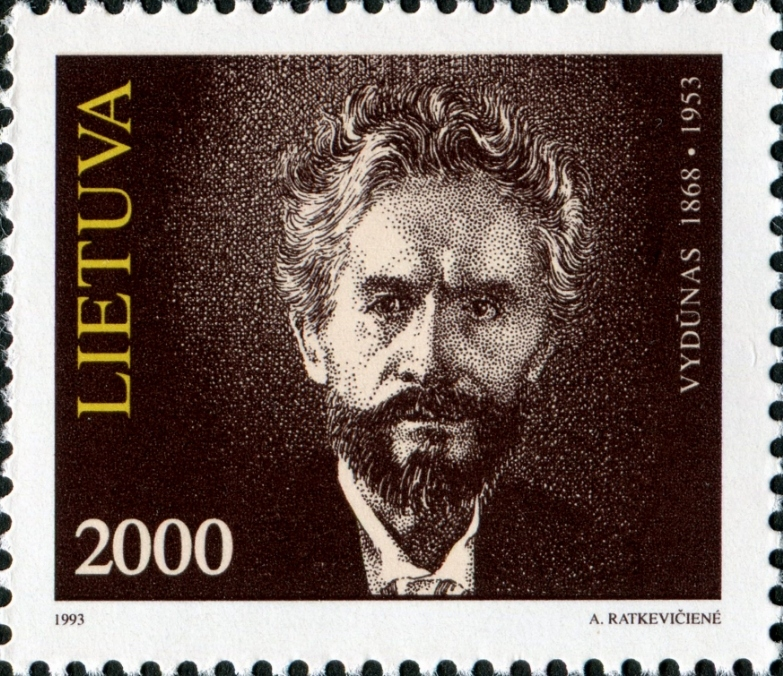
Виду́нас на марке почты Литвы (1993)

Родился в деревне Йонатен (по-литовски Йонайчяй) в семье Анскиса и Марии Сторостов. Отец — учитель начальной школы и протестантский миссионер. Видунас известен также под литуанизированным вариантом имени Вилюс Стороста (лит. Vilius Storosta). Окончил учительскую семинарию в Рагните (ныне Неман). С 1888 года преподавал в школах. В университетах Германии (Грайфсвальд, 1896—1898; Галле, 1899; Лейпциг, 1900—1902; Берлин, 1913—1919) изучал литературу, философию, историю искусства, историю религии, иностранные языки. Преподавал в Клайпеде в музыкальной школе. С 1892 с перерывами жил в Тильзите (ныне Советск), преподавал в средней школе английский и французский языки.

### Национальная работа
Живя в Тильзите, Видунас возглавлял культурную жизнь прусских литовцев. Организовывал кружки и общества, хоры, выступал с лекциями, выпускал литовские периодические издания «Шальтинис» (лит. «Šaltinis», «Источник»), «Яунимас» (лит. «Jaunimas», «Молодёжь») и др. Написал несколько статей и брошюр на немецком языке о литовцах, их истории и культуре.

### Литературное творчество
Автор пьес «Тени предков» (лит. «Probočių šešėliai», 1908), «Вечный огонь» (лит. «Amžina ugnis», 1912), «Мировой пожар» (лит. «Pasaulio gaisras», 1928) и др.
Драматические произведения основаны на символистской эстетике и близки старинным жанрам мистерий и моралите.
В 1927 году стал членом «ПЕН-клуба», и до послевоенного времени оставался единственным литовцем, принятым в эту всемирную организацию писателей, основанную Голсуорси в 1921.

### Философия

памятник Видунасу в Клайпеде

В философских и религиозно-мистических статьях и трактатах «Смерть и что далее» (1907), «Таинственное величие человека» (1907), «Жизненная основа народа» (1920) развивал эклектичное учение, основанное на элементах неоплатонизма, Бхагавад-гите и теософской рецепции индийских религиозно-философских учений. Пропагандировал вегетарианство, которого и сам придерживался.

### Поздние годы

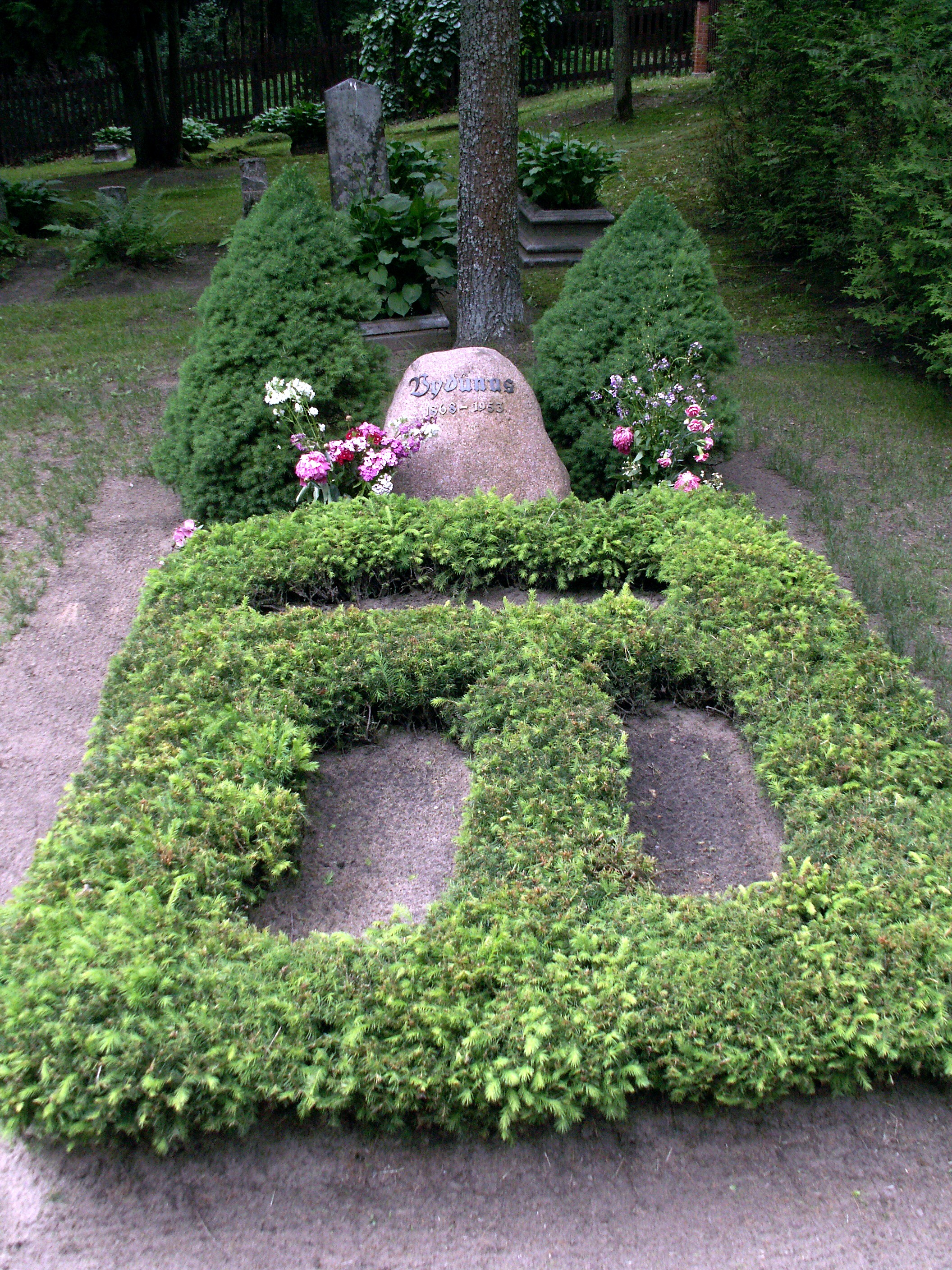
Могила Видунаса в Битенай

С приходом к власти в Германии гитлеровцев подвергался репрессиям. В 1938 был арестован и 2 месяца содержался в заключении, но благодаря протестам известных деятелей культуры был освобождён. В 1940 году оправдан. В 1944 с приближением советских войск, как и другие жители Тильзита, эвакуировался. Умер в Детмольде. В 1991 прах Видунаса перезахоронен в деревне Битенай (Шилутский район).

## Память

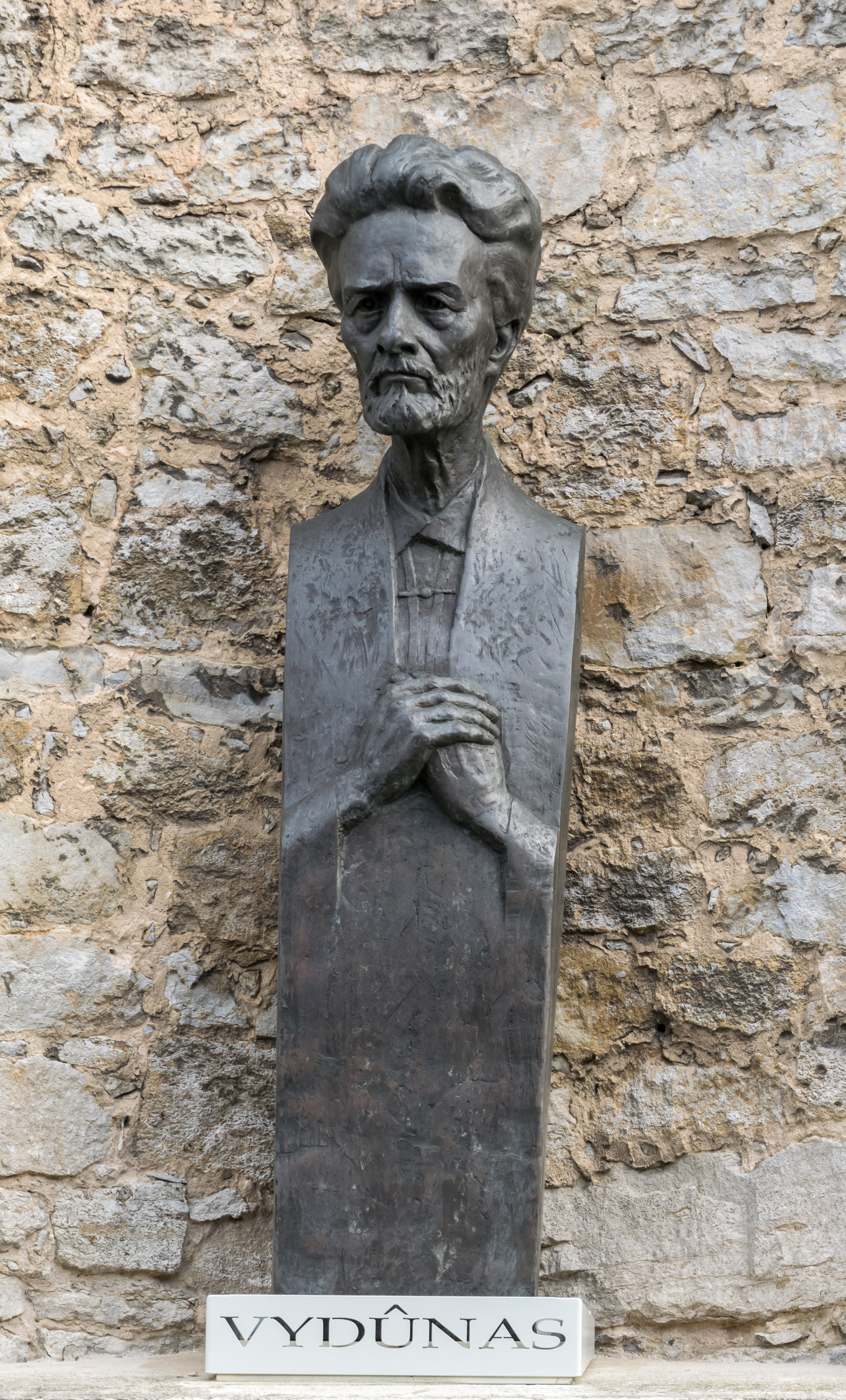
Памятник в Детмольде

Видунас был изображён на банкноте в 200 литов. В посёлке Кинтай Шилутского района с 1988 года действует Центр культуры имени Видунаса („Kintų Vydūno kultūros centras“), включающий в себя мемориальную экспозицию. Он устроен в здании бывшей школы (построенном в 1705 году), в которой в 1888—1892 годах преподавал Видунас.. Главный её экспонат — подлинная арфа Видунаса (изготовленная в Лондоне и приобретённая мыслителем в Тильзите), игрой на которой он ежедневно утром и вечером устанавливал гармонию между своим атманом и вселенским брахманом.
В городе Советске на доме по улице Ленина, 15/17, где жил Видунас, в 1989 году в день Города была установлена памятная доска с барельефом философа, её демонтировали 27 июня 2022 года на фоне российского вторжения на Украину и введённых из-за этого санкций, к которым присоединилась и Литва. Причину демонтажа глава Советского городского округа Григорий Соколовский объяснял незаконным установлением доски в 1989 году, что выяснилось после запроса о законности установки со стороны местного жителя.. Кроме того, в городе существует музей Видунаса.